# Заремба, Владимир Михайлович
Владимир Михайлович Заремба (1890 — не ранее 1931) — русский офицер, герой Первой мировой войны, участник Белого движения.

## Биография
Сын священника. Общее образование получил в Подольской духовной семинарии.
Воинскую повинность отбывал в 47-м пехотном Украинском полку, 13 сентября 1914 года был произведен из унтер-офицеров в прапорщики запаса армейской пехоты по Каменецкому уезду.
С началом Первой мировой войны был призван из запаса и состоял в 48-м пехотном Одесском полку. Произведен в подпоручики 10 мая 1916 года. Высочайшим приказом от 3 сентября 1916 года удостоен ордена Св. Георгия 4-й степени
За то, что в бою 28 мая 1916 года у с. Чарны-Поток, командуя 9-ю ротою названного полка, лично повел свою роту в атаку на высоту «265»; выбив врага из первой линии, быстро двинулся на 2-ю и 3-ю линии; прорвав их, все время находясь впереди роты, вышел во фланг высоты «272», встреченный губительным обстрелом, первым, во главе роты, бросился на окопы и, заняв западную сторону высоты, преследуя австрийцев, на плечах их, ворвался в д. Боянчук, штыками выбил защитников с окраины и захватил одно 3-х дюймовое орудие, зарядный ящик со снарядами и более 50 нижних чинов.
Произведен в поручики 17 сентября 1916 года, в штабс-капитаны — 7 декабря того же года.
С началом Гражданской войны вступил в Добровольческую армию, был зачислен в Корниловский ударный полк. Участвовал в 1-м Кубанском походе в должности командира офицерской роты полка. Произведен в капитаны 4 января 1919 года. Во ВСЮР и Русской армии — в Корниловском конном дивизионе до эвакуации Крыма. На 18 декабря 1920 года — ротмистр того же дивизиона в Галлиполи.
Осенью 1925 года — в составе Корниловского полка в Бельгии, в 1931 году — председатель Союза участников великой войны в Шарлеруа. Дальнейшая судьба неизвестна.